# Cementerio de Confucio
El Cementerio de Confucio (en chino: 孔林; literalmente «Bosque de los Kongs») es un cementerio del clan Kong (los descendientes de Confucio) ubicado en Qufu, la ciudad natal del pensador. Algunos de sus seguidores están enterrados allí, así como muchos miles de sus descendientes.
Desde 1994, el Cementerio de Confucio ha sido parte del patrimonio mundial de la UNESCO del «Templo y cementerio de Confucio y residencia de la familia Kong en Qufu». Los otros dos componentes del sitio son el Templo de Confucio, dedicado a la memoria del filósofo y la residencia de la familia Kong, donde vivían sus descendientes. Los tres sitios son conocidos colectivamente como Qufu San Kong (三孔), es decir, «Los Tres [lugares] confucionistas».